# Satoshi Oishi
Satoshi Oishi (大石 悟司 Ōishi Satoshi?,  nacido el 26 de junio de 1972 en Shizuoka) es un exfutbolista japonés. Jugaba de centrocampista y su último club fue el Kashiwa Reysol de Japón.

## Trayectoria

### Clubes
| Club           | País  | Año         |
| -------------- | ----- | ----------- |
| Kashiwa Reysol | Japón | 1995 - 1996 |